# Mooreasnäppa
Mooreasnäppa (Prosobonia ellisi) är en utdöd vadarfågel i familjen snäppor som tidigare förekom på en ö i Stilla havet.

## Upptäckt och tidigare förekomst
Mooreasnäppan förekom endast på ön Moorea i Franska Polynesien där lokalbefolkningen kallade den te-te på tahitiska. Två exemplar samlades in av William Andersson mellan 30 september och 11 oktober 1777 under James Cooks tredje seglats i Stilla havet. Dessa har båda förlorats men finns förevigade i en målning av William Ellis samt en teckning av J. Webber. Den har tidigare betraktats som synonym med tahitisnäppa, (Prosobonia leucoptera), men anses idag utgöra en fullgod art.

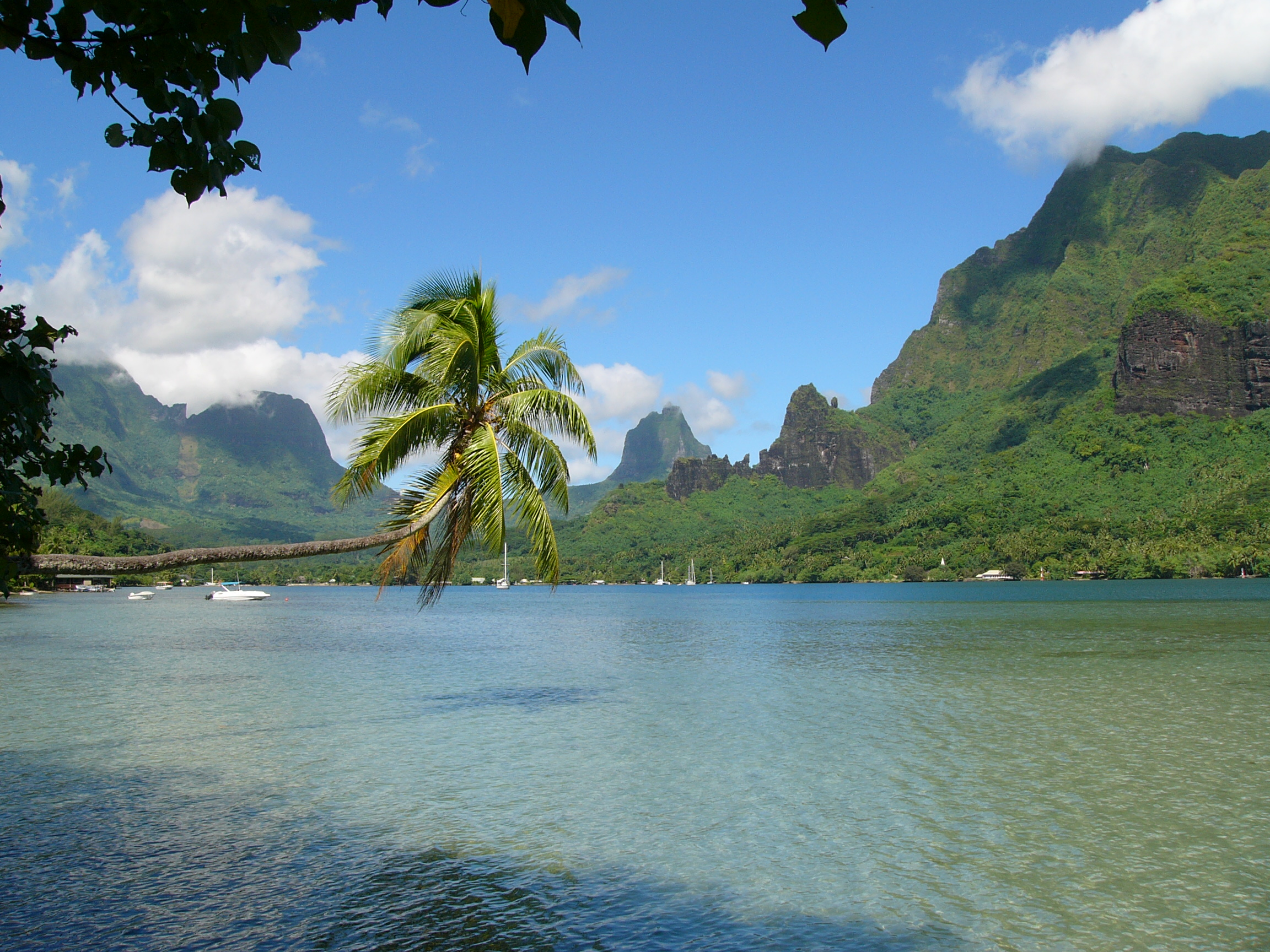
Fågeln förekom endast på ön Moorea.

## Utseende och levnadssätt
Av de två avbildningarna att döma verkar mooreasnäppan ha varit en något ljusare fågel än tahitisnäppan, utan en vit fläck bakom ögat som denna, en tydligare roströd ögonring, två vita vingband och rostfärgade arm- och handtäckare. Inget är känt om dess levnadssätt. Den närbesläktade tahitisnäppan ska ha observerats vid bäckar, vilket antyder att den snarare levde i inlandet snarare än vid kusten.

## Status och utdöende
Arten har inte setts sedan den samlades in 1777 och internationella naturvårdsunionen IUCN kategoriserar den därför följaktligen som utdöd. En bidragande orsak till dess försvinnande tros ha varit införda råttor.

## Namn
Fågelns vetenskapliga artnamn hedrar William Wade Ellis (1751-1785), engelsk kirurg och naturforskare samt konstnär på James Cooks tredje resa.